# 뱅글스
뱅글스(The Bangles)는 멤버 전원이 여성인 미국의 록 밴드이다.

## 발자취
1981년 로스앤젤레스에서 수잔나 홉스, 비키, 데비 피터슨 자매와 베이시스트 아네트 질린스카스 4명이서 결성했다. 처음 밴드명은 〈슈퍼소닉 뱅스〉였고 나중에 밴드명을 〈뱅스〉로 바꾸지만, 먼저 뉴저지에 같은 이름의 밴드가 존재하고 있어서 〈뱅글스〉라는 이름으로 정착했다. 뱅글이란 악세사리 팔찌를 말한다.
1982년 미니 앨범 “The Bangles”를 발표한다. 이듬해에는 CBS 레코드와 계약하지만 아네트가 탈퇴하고 마이클 스틸 (Michael Steele)이 새롭게 참가하는데, 마이클은 최초 여성 밴드인 더 런어웨이즈의 전 멤버였다.
1984년 앨범 《All Over The Place》로 데뷔한다. 데뷔 앨범을 들은 프린스가 홉스를 마음에 들어, 1986년에 "Manic Monday"곡을 제공한다. 미/영국에서 2위의 큰 성공을 기록한다. 이 곡이 수록된 두 번째 앨범 《Different Light》에서는 “Walk Like an Egyptian”의 넘버 원 히트곡도 내놓아서 그녀들은 일약 스타가 되었다.
1987년 영화 사운드트랙 판에 제공한 사이먼 앤 가펑클의 커버곡 “A Hazy Shade of Winter”, 1988년에 《Everything》에서는 “In Your Room”, 1989년 미/영국에서 1위를 차지했던 “Eternal Flame”까지 연달아 히트를 쳤다. 그러나 직후에 밴드 활동을 중단했다.
그 후 홉스는 솔로 가수로 전향하고, 1993년 영화 감독 제이 로치와 결혼한다. 1997년 로치의 큰 성공작 “오스틴 파워”의 OST 음반에 홉스가 참가하여 1999년 “오스틴 파워 : 디럭스”의 OST 음반에 4명이 뱅글스로 레코딩 한 것을 계기로 재결성한다.
2005년 마이클이 탈퇴를 발표하여, 현재는 라이브 무대에서 애비 트래비스가 베이스를 담당하고 있지만, 현재 정식 멤버로 등록되어 있지 않다. 2007년에는 《Return to Bangleonia - Live in Concert》라는 그들의 첫 공식 실황 DVD를 출시한다. 그 이듬해에는 미국, 네덜란드, 독일, 영국에서 투어를 갖는다.
2009년 봄에 작업을 시작한 《Sweetheart of the Sun 》새 앨범이 2011년 9월에 발매되었다.

## 음반 목록
- 1984: All Over the Place
- 1986: Different Light
- 1988: Everything
- 2003: Doll Revolution
- 2011: Sweetheart of the Sun